# Fehérgyűrűs csüngőlepke
A fehérgyűrűs csüngőlepke (Zygaena carniolica) a rovarok (Insecta) osztályának a lepkék (Lepidoptera) rendjéhez, ezen belül a csüngőlepkefélék (Zygaenidae) családjához tartozó faj.

## Elterjedése, élőhelye
A Bajkál-tótól, a Tiensán hegységtől Kis-Ázsián és Közép-Európán át egészen Franciaországig, Dél-Olaszországig elterjedt, fragmentált populációi élnek Spanyolországban és Iránban is. Nem ismert Skandináviában és a Brit-szigeteken sem. A szibériai faunakör tagja.
Magyarországon elsősorban a Dunántúlon, az Északi-középhegységben és a Duna–Tisza közén elterjedt.
Természetes élőhelye az alföldi nedves és szikes rétek, legelők, domb- és hegyvidéki legelők, útszélek, kaszálórétek, sziklafüves- és sztyepplejtők, karsztbokorerdők, gesztenyeerdők tisztásai. Az ázsiai hegységekben eléri a 4000 m-es magasságot is (pl. Taurus, Elburs hegységek.)

## Alfajai
Rendkívül változékony faj, igen sok helyi változatát illetve „földrajzi alfaját” (kb. 30 alfaj) írták le. Az alsó-ausztriai, magyarországi, kelet-szerbiai és ukrajnai populációk a flaveola Esper, 1786 alfajhoz tartoznak. Ez a taxonómiai helyzet azonban vitatható.
Egyes vélemények szerint a Bécs mellől leírt Z. carniolica flaveola nevű alfaj pannon endemizmus, de ezt egzakt vizsgálatokkal még nem sikerült igazolni.

## Megjelenése
A hím elülső szárny hossza; 12–15 mm, a nőstényé 13–16 mm. Az elülső szárnyának 6 piros pettye keskeny, olykor szélesebb fehér keretet visel. A foltok összefolyhatnak, redukálódhatnak egy fehéres mezőben. A potroh utolsó 1–3 szelvénye vörös, de előfordulnak teljesen fekete vagy vörös potrohú példányok is.

## Életmódja
A repülési ideje az május végétől július közepéig, olykor a végéig tart. Az imágók főleg Carduus-, Centaurea-, Knautia- és Scabiosa fajokon táplálkoznak, de gyakran megfigyelhetők Ajuga genevensis és Sambucus ebulus virágokon is. A hernyók tápnövényei az Anthyllis vulneraria, Dorycnium herbaceum, Onobrychis viciifolia, Onobrychis arenaria, Lotus uliginosus, Lotus corniculatus.

## Veszélyeztetettsége
Magyarországon elterjedt, helyenként gyakori, nem veszélyeztetett faj.